# Hugo Bergroth
Karl Hugo Bergroth, född 18 maj 1866 i Helsingfors, död där 1 april 1937, var en finländsk filolog. Han var bror till Ernst Evald Bergroth.
Bergroth var lektor i svenska språket vid Helsingfors universitet (1893–1934) och samtidigt 1892–1907 bibliotekarie vid Helsingfors stadsbibliotek. Bergroth insåg tidigt att svenskan i Finland höll på att utvecklas i en riktning som kunde leda till att språket isolerades från svenskan i Sverige. 1917 utgav han boken Finlandssvenska: Handledning till undvikande av provinsialismer i tal och skrift. 1918 utgav han Högsvenska och 1924 Svensk uttalslära med särskilt beaktande av skiljaktigheterna mellan det finländska och det högsvenska ljudskicket. 
Hugo Bergroth har kommit att spela en betydelsefull roll för den finlandssvenska språkvården. Han blev 1918 filosofie hedersdoktor vid Lunds universitet och erhöll 1919 professors titel.
1992 bildades i Helsingfors Hugo Bergroth-sällskapet med 18 ordinarie ledamöter samt korresponderande medlemmar. Hugo Bergroth-priset instiftades 1993. Den första pristagaren var radioredaktören Ann-Kristin Schevelew.